# 프러데인섬의 삼제시

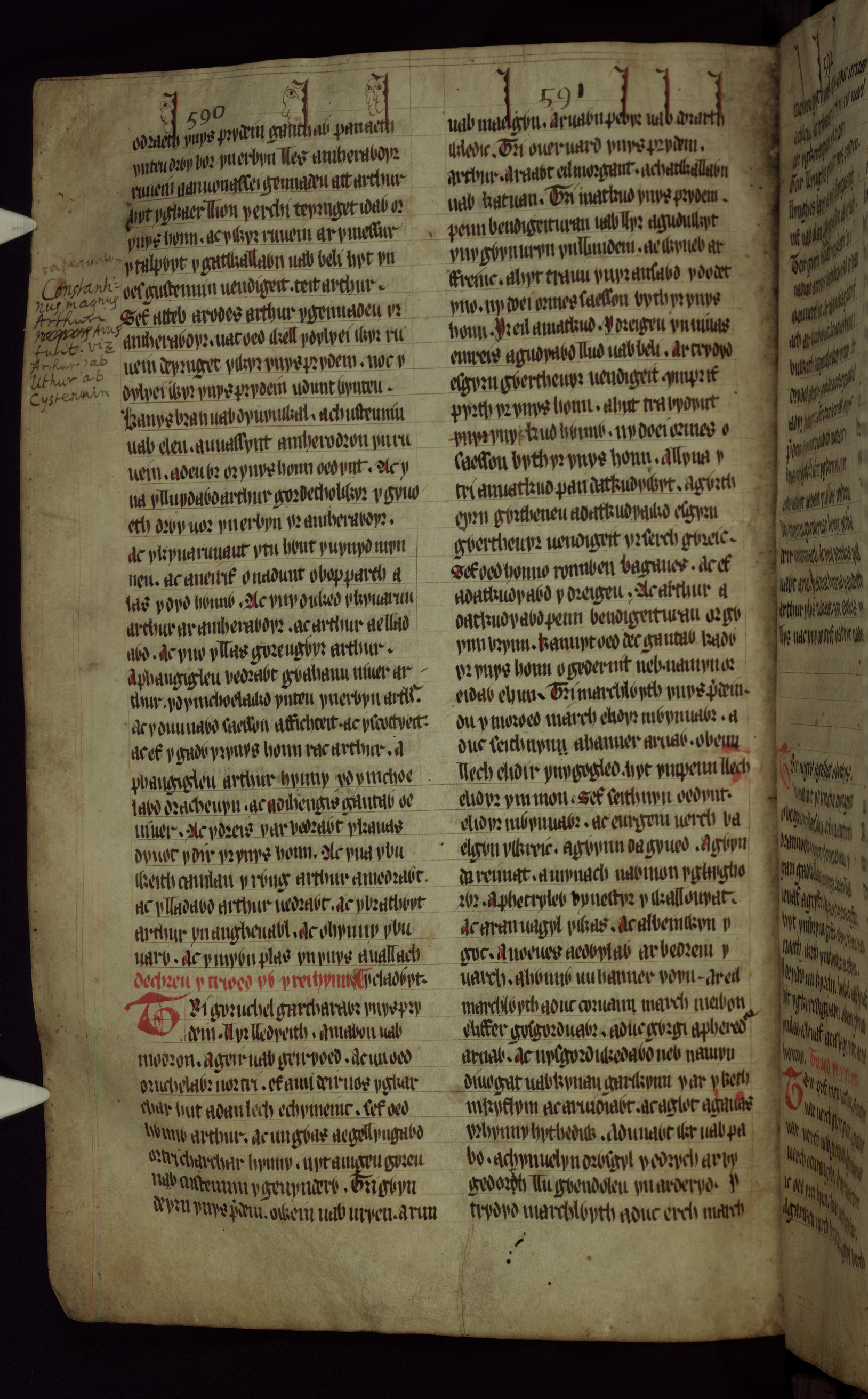

『프러데인섬의 삼제시』(웨일스어: Trioedd Ynys Prydein)는 여러 중세 필사본들에 파편적으로 보존되어 있는, 웨일스 신화의 여러 요소나 인물 등을 "3대 무엇"으로 묶어서 묘사하는 것을 말한다. 프러데인이란 브리튼섬의 옛 이름이다. 삼제시는 예컨대 다음과 같은 식으로 이루어진다.
| “ | 쉬이 억누를 수 없는 것 세 가지는, 격류의 흐름, 날아가는 화살, 그리고 멍청이의 혓바닥이다. | ” |
|   | —                                                                                         |   |

아서 왕처럼 실존여부가 불분명한 인물부터 완전히 신화의 인물인 브란 벤디게이드, 확실히 실존인물인 브르타뉴 공작 알란 버르간·카스왈라운·카라독 등 다양한 인물들이 언급된다.
몇몇 삼제시는 단순히 공통점을 가진 세 사람을 묶어 소개하는 것에 지나지 않는 반면(예컨대 “프러데인섬의 3대 경박한 음유시인” 따위), 그와 반대로 서사적 설명이 풍부한 것들도 있다. 삼제시는 웨일스 음유시인들의 기억술 수단으로서 비롯되어 이후 중고 웨일스어 문학의 수사법으로 발전한 것으로 보인다. 예컨대 「쿨후흐와 올루엔」은 그 서사 내용에 삼제시가 풍부하게 들어 있다.